# Lovö vattenverk

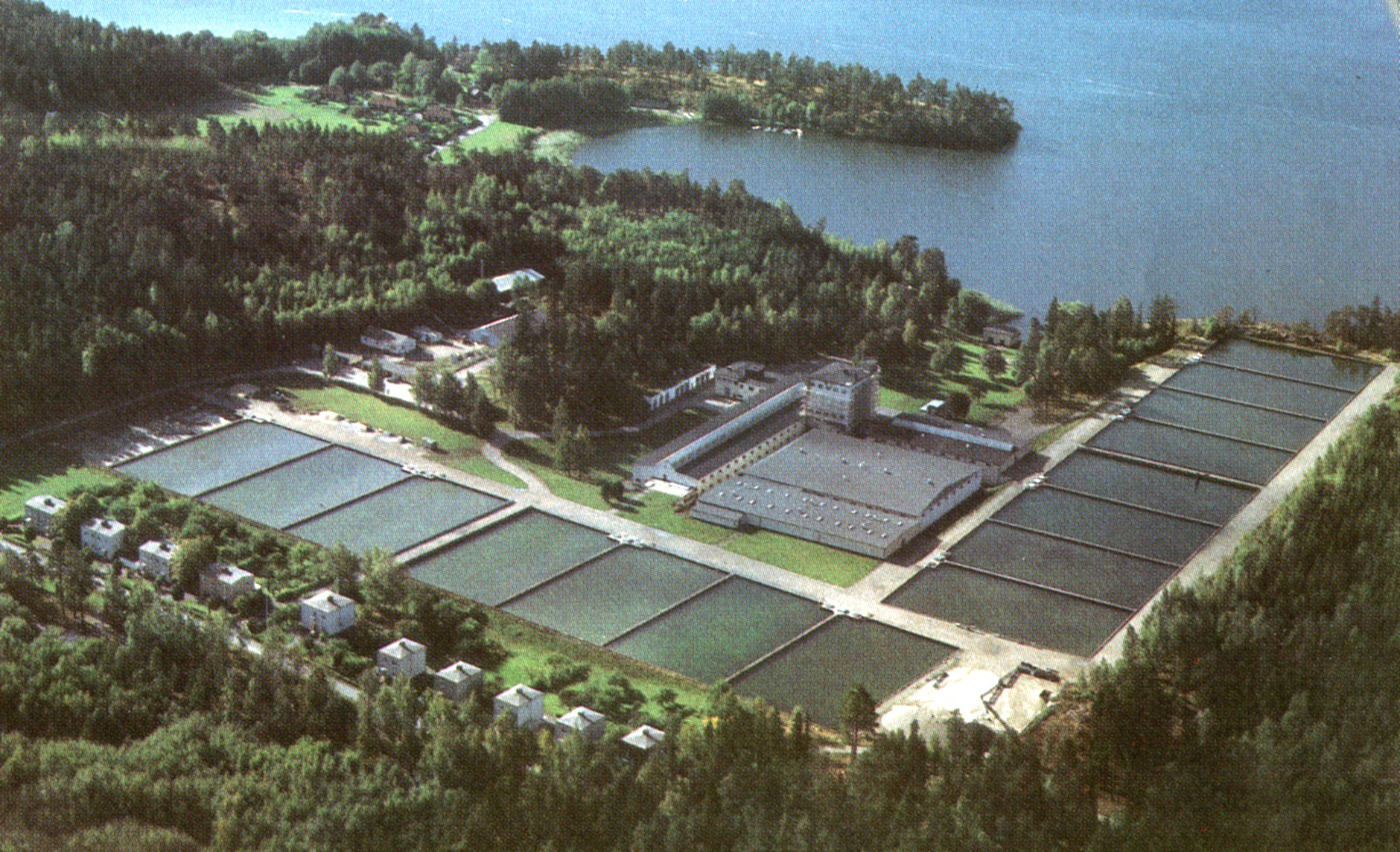
Lovö vattenverks långsamfilter 1960.

Lovö vattenverk är ett vattenverk, beläget vid Mörbyfjärden i Östra Mälaren på nordvästra sidan av Lovön i Ekerö kommun. Verket invigdes 1933.
År 2002 försörjde Lovö vattenverk 40 procent av Storstockholms norra region med dricksvatten. Dygnskapaciteten låg vid 275 000 kubikmeter och den normala produktionen ligger vid 133 000 kubikmeter per dygn. Anläggningen drivs av Stockholm Vatten.

## Historik
Lovö vattenverk byggdes mellan 1929 och 1933 efter arkitekten Paul Hedqvists ritningar i en stram funktionalistiskt byggnadsstil. Det stod klart 1933 och invigdes av kung Gustaf V den 25 maj 1933. År 1861 invigdes Stockholms första vattenverk, Skanstullsverket vid Årstaviken och 1904 öppnades Norsborgs vattenverk i Norsborg, Botkyrka kommun, det senare försörjde fram till 1933 hela Stockholm med dricksvatten.
Vattenverket skulle förse Stockholms norra delar med dricksvatten från Mälaren, vilket det fortfarande gör idag. Anläggningen är även invändigt rik på funktionalistiska detaljer. På utsidan dominerar det halvrunda tornet vid huvudbyggnadens västra fasad som avslutas med en utsiktsplattform omgiven av ett lätt stålräcke som för tankarna till en kommandobrygga på ett fartyg. Driftskontrollutrustningen till vattenverkets tre utbyggnadsfaser (1933, 1939 och 1960) hade levererats av Siemens & Halske AG.
I början bestod vattenreningen av kemisk fällning och snabbfiltrering. På grund av lukt- och smakproblem byggdes verket ut med långsamfiltrering 1938. Från Lovöverket drogs två grova stålledningar via Drottningholm, Kärsön, längs Drottningholmsvägen till Brommaplan och senare en tredje ledning med en dimension av 1000 millimeter på en nordligare sträckning till de nya utvecklingsområdena Hässelby, Vällingby, Grimsta och Blackeberg.

## Bilder

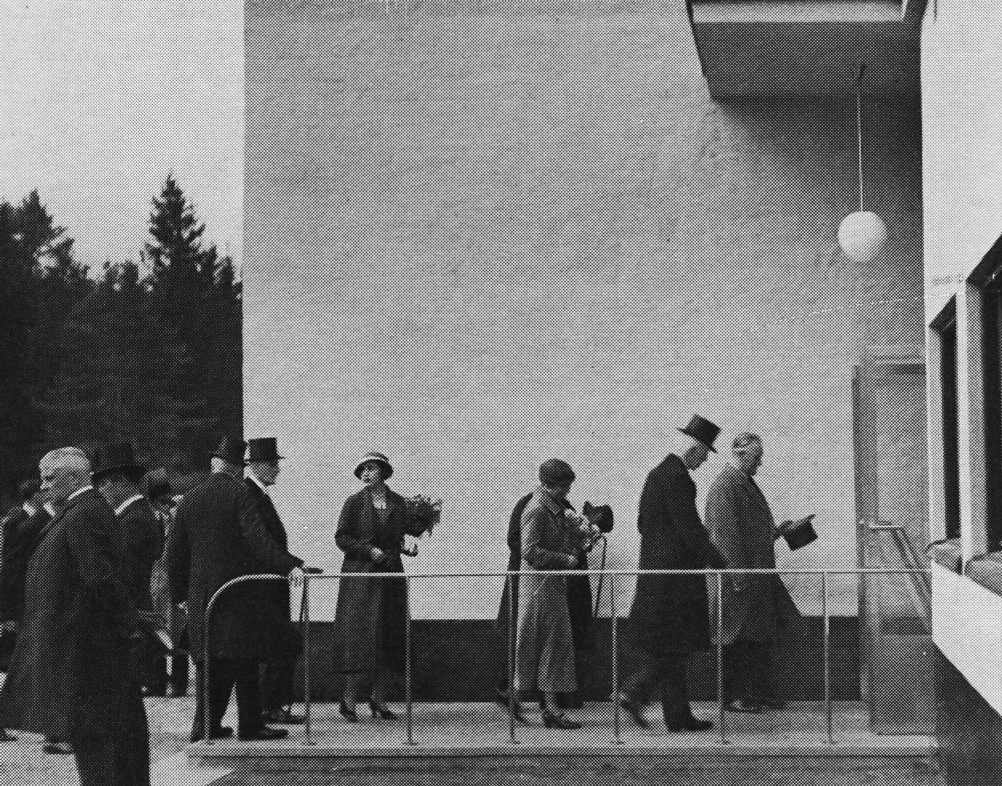
Lovö vattenverk 1933: kung Gustaf V med följe
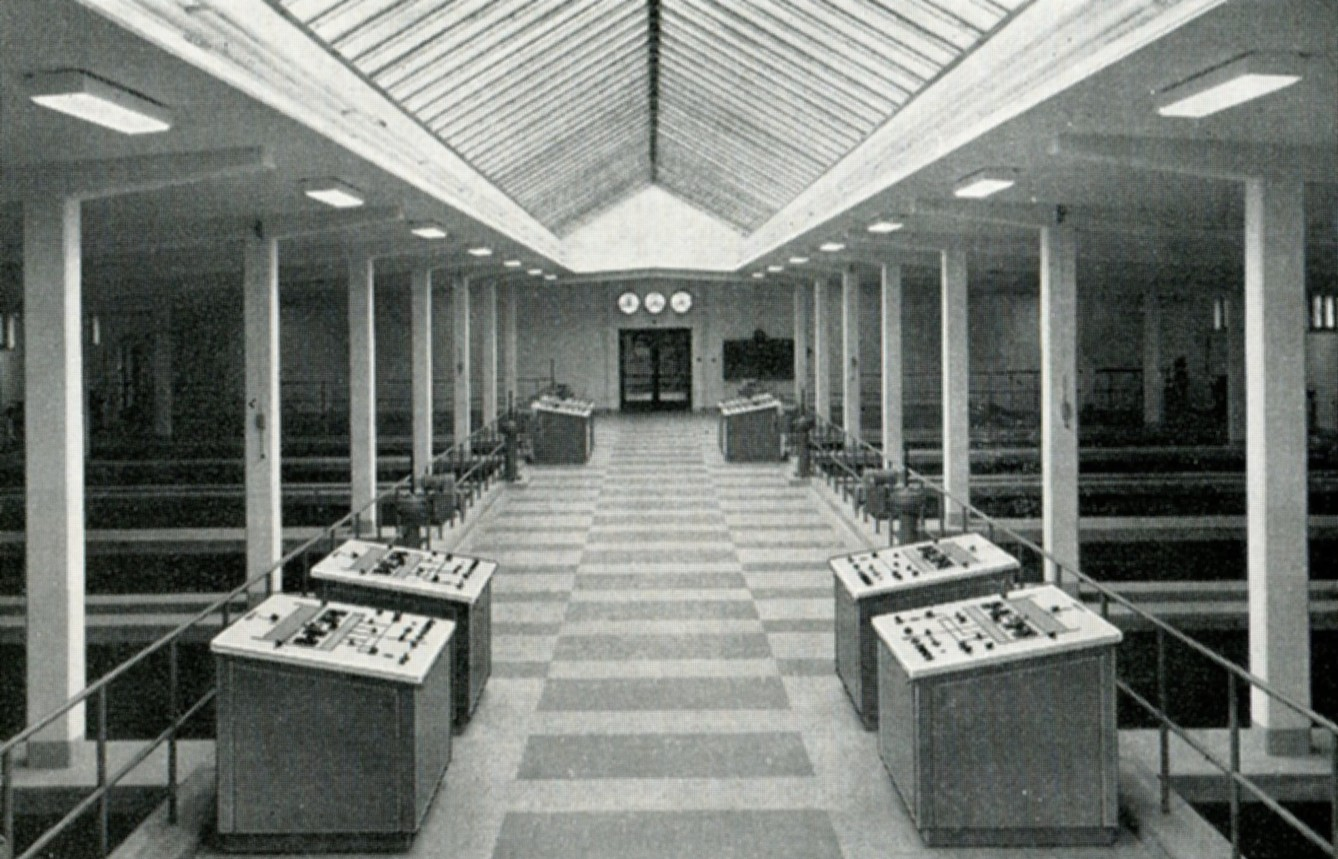
Driftskontrollrummet, 1960-tal
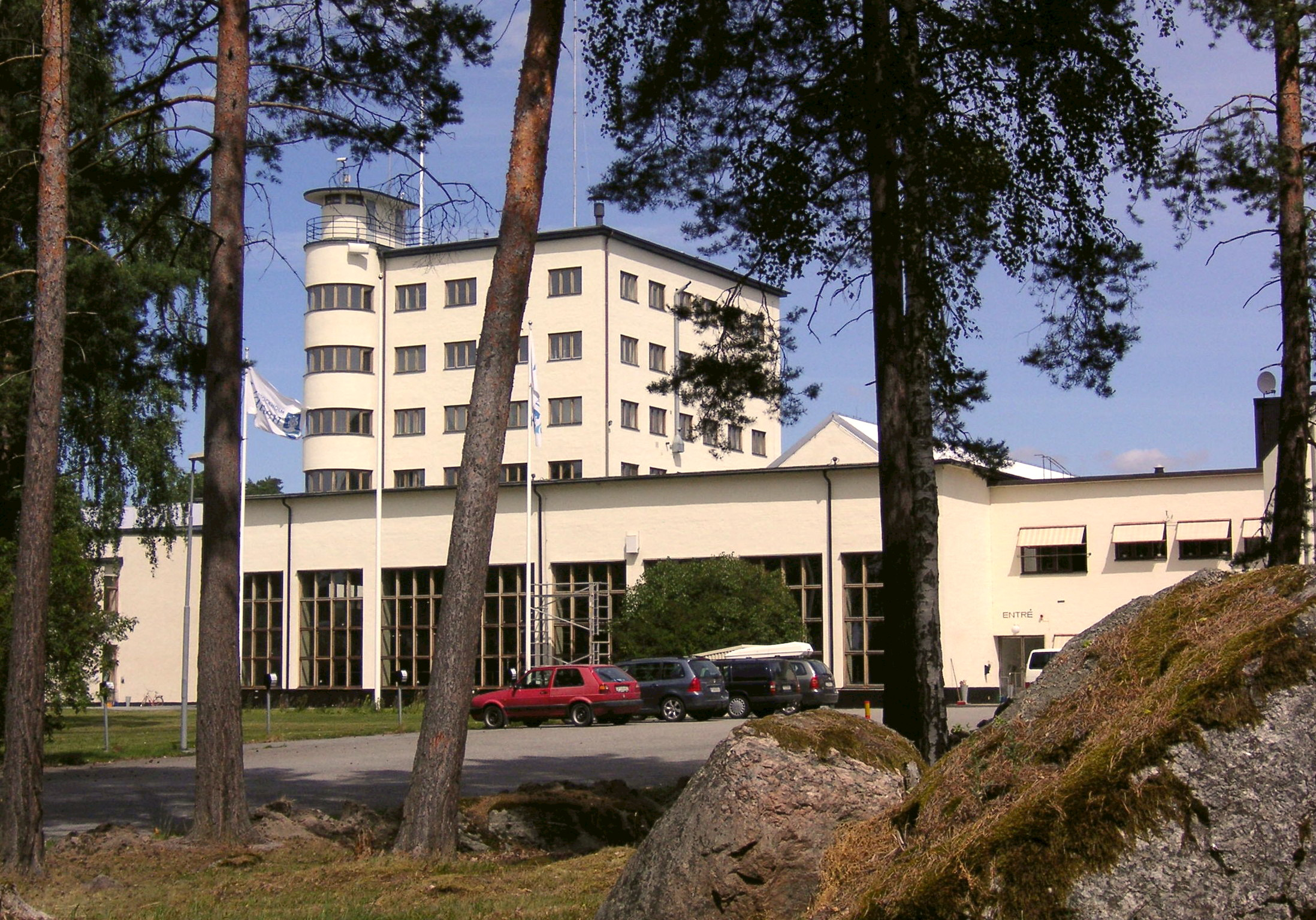
Lovö vattenverk, 2008
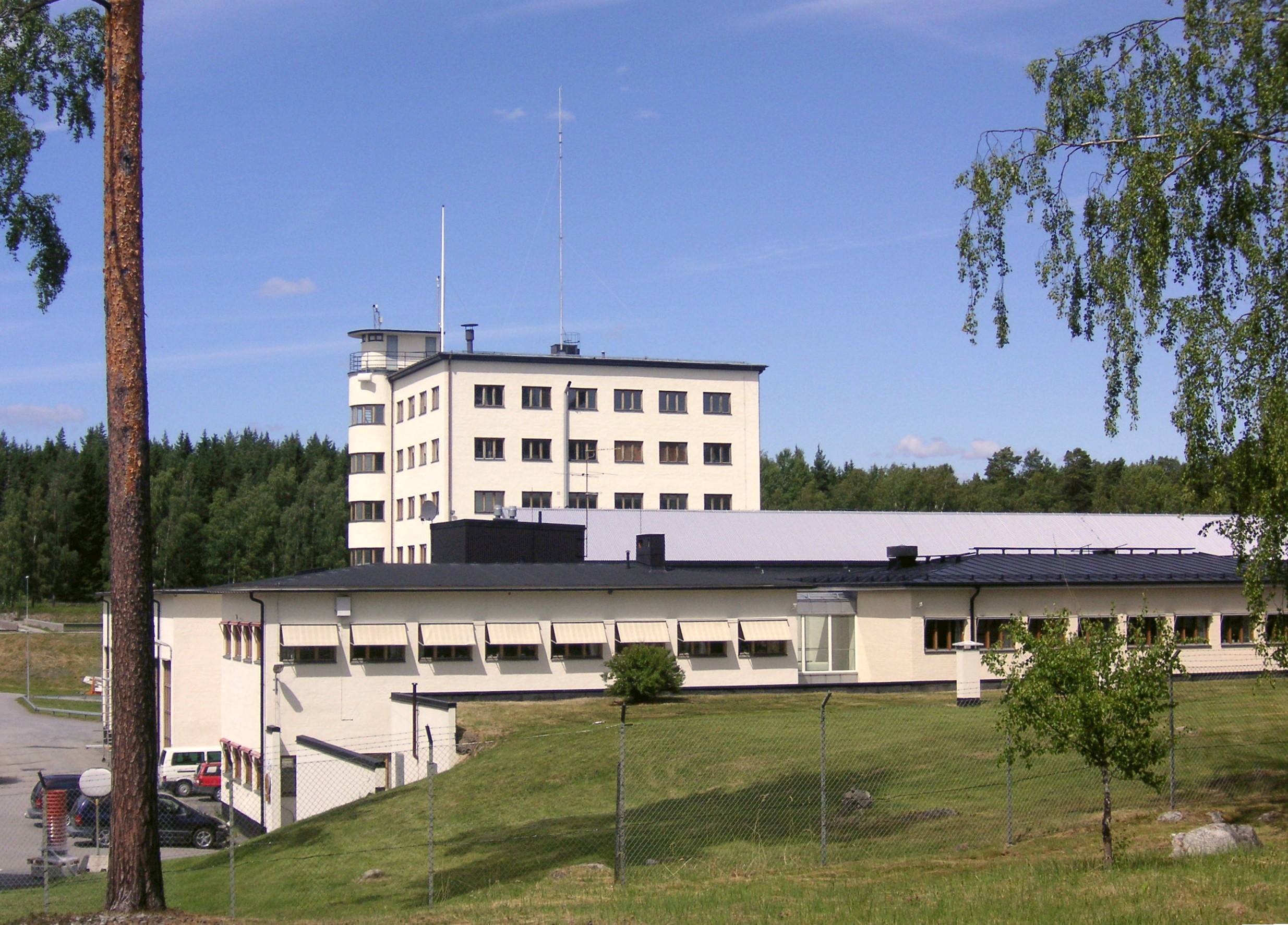
Lovö vattenverk, 2008